# مسجد بينانغ العائم
مسجد بينانغ العائم ويعرف أيضًا باسم مسجد تانجونج بونجا العائم، هو مسجد يقع داخل مدينة جورج تاون في شمال شرق ولاية بينانج الماليزية.

## التاريخ
تم بناء مسجد صغير لأول مرة في تانجونج بونجا عام 1967، وتم توسيعه عام 1977 ليتسع لـ 500 مصلي. مع تزايد عدد السكان أصبح صغيرًا جدًا بالنسبة لمجتمع المسلمين المحلي، ومع محدودية الأراضي القابلة للتوسع تم إقتراح فكرة لبناء المسجد على البحر.
بدأ بناء المسجد الجديد في عام 2003، تم افتتاحه لأول مرة للجمهور في يناير 2005، وافتتح رسميًا في 16 مارس 2007 من قبل رئيس الوزراء الماليزي.

## الوصف

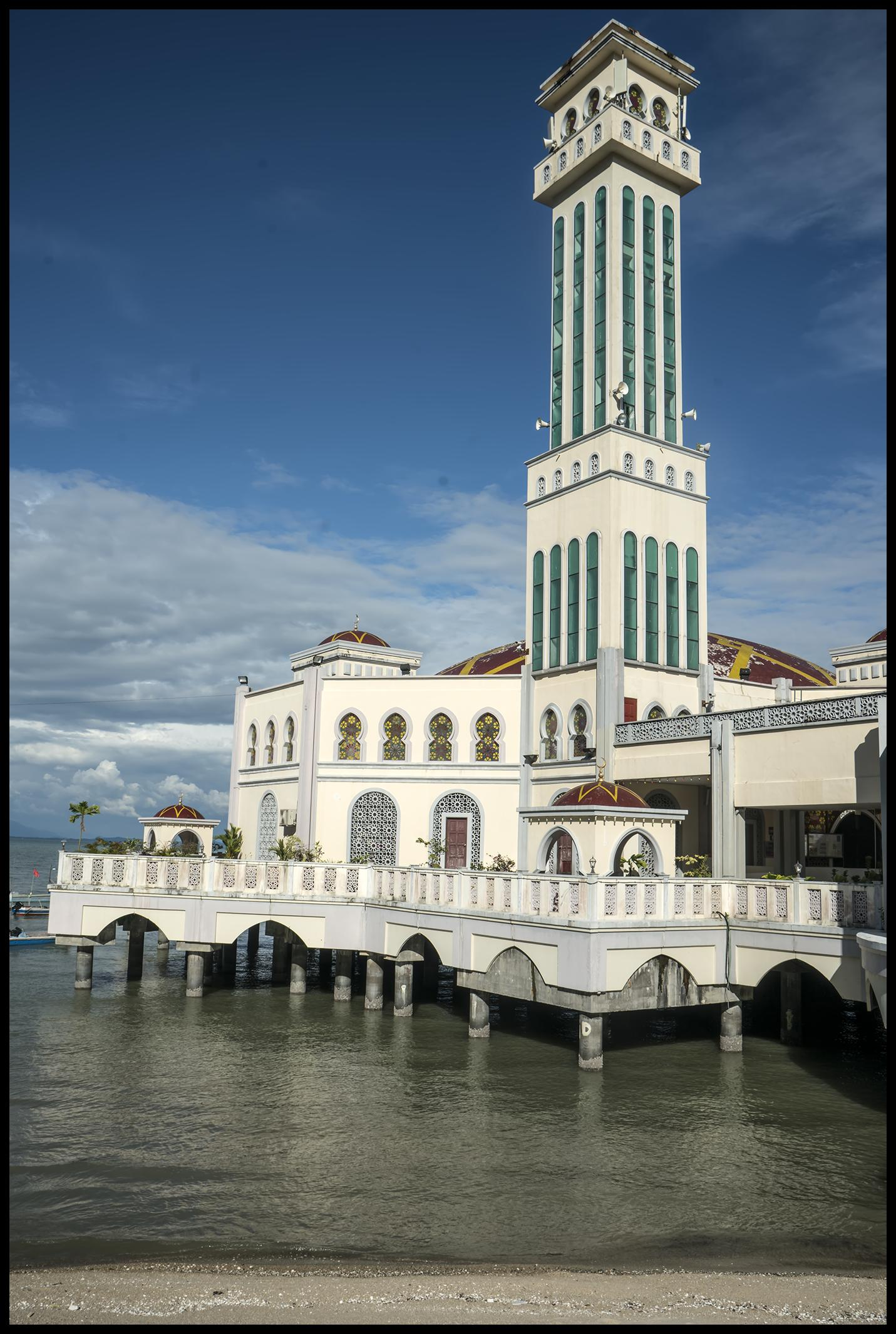
مسجد تانجونج بونجا العائم

على الرغم من أنه يسمى بالمسجد العائم، إلا أنه تم بناؤه في الواقع على ركائز متينة، فقط في حالة المد العالي سيكون له مظهر عائم على الماء، تم بناؤه بمزيج من الطراز المعماري الشرق أوسطي والمحلي ويتميز بمئذنة بارزة. ويتسع المسجد لـ 1500 مصلي.